# Systems Network Architecture
Uppslagsordet SNA leder hit. För Sveriges nationalatlas, se detta uppslagsord.
Systems Network Architecture, IBM:s egen de facto-standard för datakommunikation. Den kan sägas ha spelat ut sin roll då de flesta moderna nät baseras på Internet-standarder inom TCP/IP-familjen.
SNA är mycket komplext jämfört med TCP/IP, och till skillnad från TCP-protokollen är meddelanden som skickas runt helt binära. Som jämförelse kan sägas att många TCP-protokoll innehåller styrande headrar i läsbar form, till exempel HTTP. 
SNA kan förstås med hjälp av begrepp som:
- nätverksadresserbara enheter (NAU, Network Addressable Unit), dvs noder i nätet, till exempel datorer, skrivare, terminaler
- sessioner, dvs etablerade "samtal" mellan noderna
- funktionella lager (se nedan)
- kommunikationsprotokoll
- styrande domäner, dvs självständiga delnät

SNA definierar följande typer av NAU:
- SSCP, System Services Control Point, som agerar som manager för sin del av nätverket
- PU, Physical Unit, avbildar ofta de fysiska enheterna och stöder SSCP i nätstyrning och konfigurering.
- LU, Logical Unit, som agerar som "portar" för slutanvändare (End User - tex applikationsprogram, systemoperatörer, nätoperatörer) som behöver åtkomst till nätet.

SNA är en lagerbaserad arkitektur bestående av:
- presentationstjänster (Presentation Services)
- nättjänster (Network Services), som ser till nätet är konfigurerat och managerbart.
- dataflödesstyrning (Data Flow Control), som ser till att lagom stora mängder data överförs
- transmissionsstyrning (Transmission Control) som svarar bl.a. för sessioner mellan NAU:erna.
- vägstyrning (Path Control), som ser till att meddelanden slussas igenon nätverket.
- datalänkstyrning (Data Link Control), är lägsta nivån som ska se till att alla bitar i meddelandet överförs på tråden utan fel.

Noder i SNA kan vara av följande typer:
- Typ-1: Terminal node är en anslutningspunkt för en eller flera hårdvaruenheter. En terminalnod är 1 PU och upp till 64 LU:er. En LU, som nämndes ovan, är en "port" för anslutning av hårdvaruenheter.
- Typ-2: Cluster Controller node som styr 1 PU och upp till 256 LU:er. En LU kan vara port för ett antal hårdvaruenheter eller för applikationsprogram.
- Typ-4: Communication Controller node som styr kommunikation till andra COMC eller CCN
- Typ-5: Host node (dvs centraldator)

Ett SNA är ett hierarkiskt nät som delas upp i domäner, som innehåller SSCP, som styr ett antal PU:er och upp till 64 LU:er. Trots detta är det möjligt att sätta upp stora globala nätverk, där tex applikationsprogram på olika kontinenter kan samverka, eller till och med agera som ersättningsresurser (backup) i fall av haveri. 